# Nerve Software
Nerve Software è un produttore di videogiochi, fondato dall'ex dipendente di id Software Brandon James. La maggior parte dei membri proviene dalla Rogue Entertainment, chiusa nel 2001. A partire dal 2010 ha collaborato alla realizzazione dei titoli della serie Call of Duty.

## Videogiochi sviluppati
- Return to Castle Wolfenstein (solo parte multiplayer, 2001)
- Return to Castle Wolfenstein: Tides of War (conversione per Xbox, 2003)
- Doom 3: Resurrection of Evil 2005
- Doom (conversioni per Xbox 360, Xbox One, PlayStation 4, Nintendo Switch, iOS e Android, 2006, 2012, 2019)
- Enemy Territory: Quake Wars (conversione per Xbox 360) - 2008
- James Bond 007: Quantum of Solace (solo parte multiplayer, 2008)
- Wolfenstein 3D (conversione per Xbox 360 e PlayStation 3, 2009)
- Triarii (iPhone, 2009)
- Singularity (2010)
- BurnStar (iPhone, 2010)
- Doom II (conversione per Xbox 360, Xbox One, PlayStation 4, Nintendo Switch, iOS e Android, 2010, 2012, 2019)
- Call of Duty: Black Ops (2010)
- Call of Duty: Black Ops II (2012)
- Aliens: Colonial Marines (2013)
- Call of Duty: Ghosts (2013)
- Call of Duty: Advanced Warfare  (2014)
- Call of Duty: Black Ops III (2015)
- Duke Nukem 3D: 20th Anniversary World Tour  (2016)
- Call of Duty: Modern Warfare Remastered (2016)
- Call of Duty: Black Ops 4 (2018)